# Wassili Iljitsch Safonow

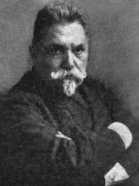
Wassili I. Safonow (1906)

Wassili Iljitsch Safonow (russisch Василий Ильич Сафонов, wiss. Transliteration Vasilij Il'ič Safonov; * 25. Januarjul. / 6. Februar 1852greg. in Ischtschorskaja, Kaukasus; † 14. Februarjul. / 27. Februar 1918greg. in Kislowodsk) war ein russischer Pianist und Dirigent.

## Leben
Safonow, Sohn eines Kosaken-Offiziers, studierte Rechtswissenschaften an der Militärjuristischen Akademie Sankt Petersburg, nahm daneben Klavierunterricht bei Theodor Leschetizky und war zunächst ab 1872 im öffentlichen Dienst tätig. Ab 1879 studierte er am Sankt Petersburger Konservatorium Musiktheorie bei Nikolai Saremba sowie Klavier bei Louis Brassin und schloss mit einer Goldmedaille ab. Von 1881 bis 1885 unterrichtete er Klavier am Sankt Petersburger Konservatorium. 1885 wechselte er ans Moskauer Konservatorium, dessen Direktor er 1889 wurde. Zu seinen Klavierschülern zählten bis 1905, als er die Stellung aufgab, Alexander Skrjabin, Nikolai Medtner, Alexander Goedicke sowie Josef und Rosina Lhévinne.
Von 1889 bis 1905 und von 1909 bis 1911 dirigierte er außerdem die Symphoniekonzerte der Kaiserlich russischen Musikgesellschaft Moskau. Safonow verwendete als Dirigent, ungewöhnlich zu dieser Zeit, keinen Taktstock. Von 1906 bis 1909 war er musikalischer Direktor des New York Philharmonic Orchestra und Direktor des National Conservatory of Music New York. Bis zu seinem Tod war er Gastdirigent der meisten großen europäischen Orchester, etwa der Berliner und Wiener Philharmoniker, des Orchestre Lamoureux, des Orchestra dell’Accademia Nazionale di Santa Cecilia oder des London Symphony Orchestra.
Die Dichterin Anna Timirjowa war das sechste seiner 10 Kinder.